# MACS J0744.9+3927
MACS J0744.9+3927 è un ammasso di galassie situato in direzione della costellazione della Lince alla distanza di oltre 6 miliardi di anni luce (light travel time).
È stato uno dei 25 ammassi di galassie studiati con il Telescopio spaziale Hubble nel corso di una campagna di osservazioni denominata Cluster Lensing And Supernova survey with Hubble (CLASH) nel corso di un periodo di tre anni e mezzo (2010-2013).
Grazie all'effetto di lente gravitazionale è stata identificata una galassia remota, JSE2010 D, con redshift di z = 2,209 che equivale ad una distanza percorsa dalla luce (light travel time) di 10,715 miliardi di anni luce (distanza comovente di 18,162 miliardi di anni luce).